# Міклош Панчич
Міклош Панчич (угор. Páncsics Miklós, хорв. Nikola Pančić нар. 4 лютого 1944, Гара — пом. 7 серпня 2007, Будапешт) — угорський футболіст хорватського походження, що грав на позиції захисника.
Виступав, зокрема, за клуб «Ференцварош», а також національну збірну Угорщини.

## Клубна кар'єра

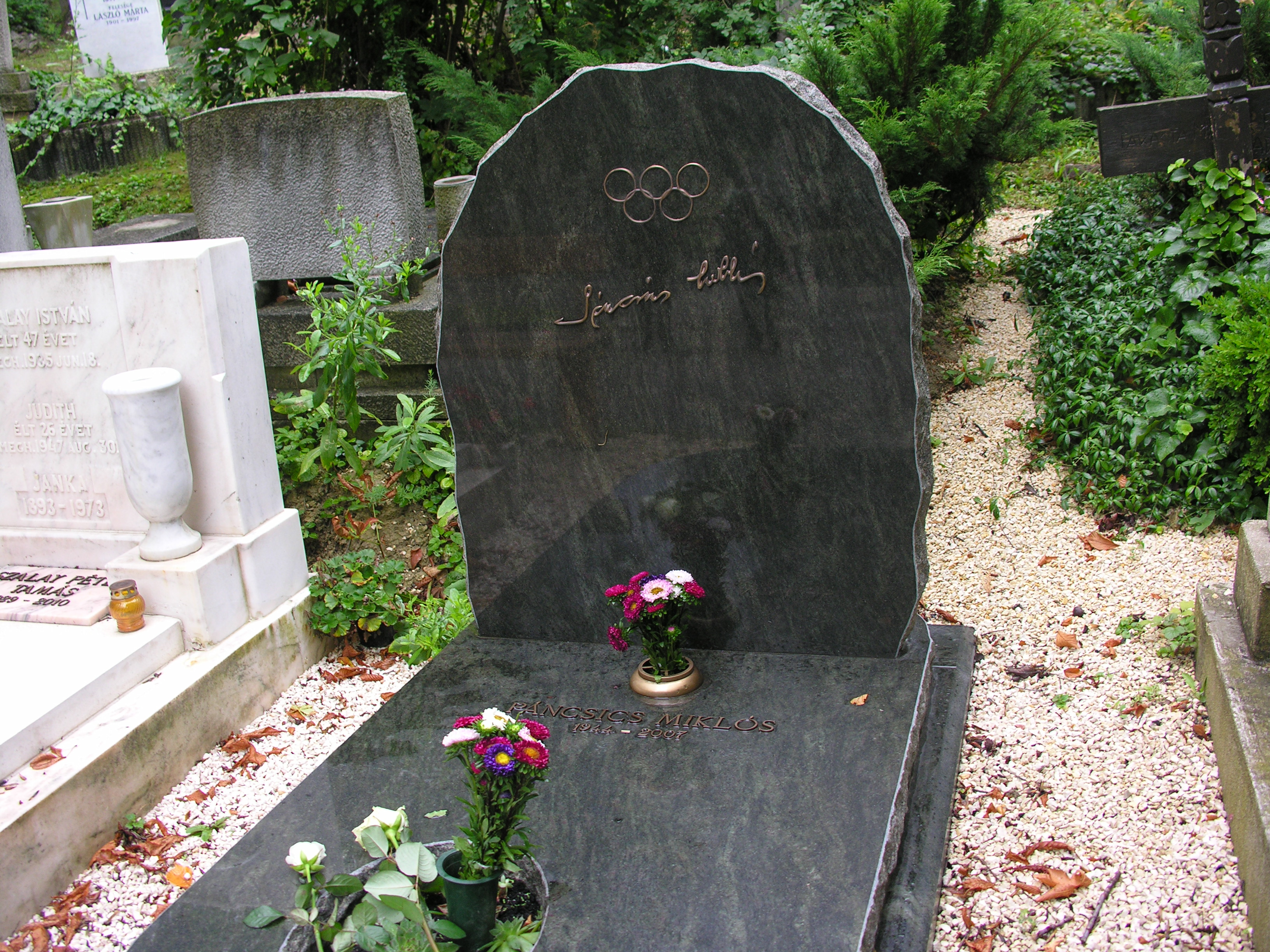
Могила Міклоша Панчича

Народився 4 лютого 1944 році в угорському прикордонному селищі Гара в сім'ї етнічних хорватів. У дорослому футболі дебютував 1963 року виступами за команду клубу «Ференцварош», в якому провів одинадцять сезонів, взявши участь у 211 матчах чемпіонату. Переважну більшість своєї кар'єри в клубі виступав на позиції центрального захисника. Саме в складі цього клубу 4 рази ставав переможцем угорського чемпіонату. Протягом 1974—1977 років захищав кольори команди клубу «Гонвед». Завершив професійну ігрову кар'єру у клубі «Епіток», за команду якого виступав протягом 1977—1981 років.
Помер 7 серпня 2007 року на 64-му році життя у місті Будапешт за невідомих обставин.

## Виступи за збірну
29 жовтня 1967 року дебютував в офіційних матчах у складі національної збірної Угорщини в матчі проти НДР, а останній матч у футболці національної збірної провів 26 вересня 1973 року, проти Югославії. Протягом кар'єри у національній команді, яка тривала 7 років, провів у формі головної команди країни 37 матчів.
У складі збірної був учасником футбольного турніру на Олімпійських іграх 1968 року у Мехіко, здобувши того року титул олімпійського чемпіона, футбольного турніру на Олімпійських іграх 1972 року у Мюнхені, де разом з командою здобув «срібло», чемпіонату Європи 1972 року у Бельгії.

## Досягнення
- Чемпіонат Угорщини
  -  Чемпіон (3): 1964, 1967, 1968

- Кубок Угорської Народної Республіки
  -  Володар (1): 1971/72

- Кубок ярмарків
  -  Володар (1): 1964/65
  -  Фіналіст (1): 1967/68

- Кубок володарів кубків УЄФА
  -  Фіналіст (1): 1974/75

- Літні Олімпійські ігри
  -  Чемпіон (1): 1968
  -  Срібний призер (1): 1972

## Футбольна діяльність
З 1981 по 1986 роки працював в Угорській асоціації футболу. До 1982 року займав посаду заступника генерального секретаря федерації, а з 1984 року — генеральним секретарем. У 1986 році після Чемпіонату світу з футболу в Мексиці залишає роботу у федерації. Виїздить за кордон. Після початку війни на Балканах повертається додому. У 1988 році тренував міні-футбольну збірну Угорщини. В 1995 році працював тренером «Шопрона», який виступав у другому дивізіоні національного чемпіонату. З 1997 по 2000 рік працював головою Футбольної асоціації Угорщини.